# 阿波達卡
阿波達卡（Apodaca）是墨西哥的城市，由新萊昂州負責管轄，属于蒙特雷都市圈。位於該國中部，始建於1585年，面積183平方公里，海拔405米，主要經濟活動有工業、製造業和服務業，2005年418,784。自1990年以来，人口从大约11.5万人迅速增长到2015年的近60万人，成为大都会区人口增长最快的地区之一，并在2015年成为第三大人口最多的市辖区。
截止2019年，阿波达卡承载着新莱昂州70%的工厂，同时也是墨西哥出口最多的第4大城市。阿波達卡是服務蒙特雷的兩座國際機場蒙特雷國際機場以及德爾諾特國際機場的所在地。

## 商业
直到1980年代，阿波达卡的经济主要依赖农业和畜牧业，但随着工业的到来，不仅改变了该市的经济结构，也影响了居民的生活习惯、生活方式、风俗和传统。
阿波达卡如今拥有高度活跃的工业发展，以及多个中高价位的住宅区。机场区域设有多家酒店和购物广场，近年来使该区域人口密度显著上升。
选择在阿波达卡建厂的知名国际企业包括：LG、惠尔浦、ABB、松下等

## 外部連結
- Government of the City of Apodaca （页面存档备份，存于）, Official website （西班牙文）

1. ↑  . datos.nl.gob.mx.   [2025-04-18]. （原始内容存档于2024-12-06） （西班牙语）.
2. ↑  Aeropuerto. . Aeropuertos.Net. 2011-01-15  [2025-04-18] （西班牙语）.